# Parco nazionale di Rusizi
Il parco nazionale di Rusizi è una riserva naturale del Burundi, vicino al fiume Rusizi. Dista a 15 km a nord della città di Bujumbura. Nell'area si trovano ippopotami e sitatunga.